# ابنة زوجة أبي هي حبيبتي السابقة
ابنة زوجة أبي هي حبيبتي السابقة هي سلسلة روايات خفيفة يابانية من تأليف كيزوكي كاميشيرو ورسم تاكايا كي، نشرت لأول مرة في أغسطس 2017 وتم عمل مسلسل أنمي من إنتاج شركة بروجيكت نو 9 عرض في يوليو 2022.